# 1220
سنة 1220 كانت سنة كبيسة تبدأ يوم الأربعاء (الرابط يظهر نموذج التقويم الكامل للسنة) من التقويم اليولياني.

## أحداث
- تأسيس مدينة قراقورم وتقع حاليا في منغوليا.

## مواليد
- ألكسندر نيفيسكي.
- رابان صاوما.
- محيى الدين المغربي.

## وفيات
- محمد خوارزم شاه الثاني.
- أوراكا من قشتالة.
- ساكسو غراماتيكوس.
- فولفرام فون اشنباخ.
- قتادة بن إدريس.
- كيكاوس الأول.